# Плавенка
Плавенка — река в западной части Тверской области, левый приток Паникли (бассейн Западной Двины). Длина реки составляет 11,3 км.
Протекает по территории Нелидовского района. На берегу реки расположена деревня Паникля.
Плавенка берёт начало на урочище Вязовка в 500 метрах к северу от железной дороги Москва — Рига. Течёт на запад, после деревни Паникля — на север. В целом — на северо-запад. Перед устьем пересекает автомобильную трассу М9 Балтия. Впадает в Паниклю в 9 километрах от её устья.